# Chercheur
Cet article concerne le métier de chercheur dans sa généralité. Pour statut de chercheur à plein temps, voir Chercheur (emploi titulaire) et Chercheur postdoctoral.
Un chercheur ou une chercheuse est une personne dont le métier consiste à faire de la recherche scientifique. Il est difficile de bien cerner le métier de chercheur tant les domaines de recherche sont diversifiés et impliquent d'importantes différences dans la pratique de ce travail.
Le manuel de Frascati, édité par l'OCDE, le définit ainsi : « Spécialiste travaillant à la conception ou à la création de connaissances, de produits, de procédés, de méthodes et de systèmes nouveaux et à la gestion des projets concernés ». Longtemps lié à la condition de professeur d'université et réservé à l'élite intellectuelle dans le monde occidental, le métier de chercheur à part entière s'est institutionnalisé avec la création d'organismes dont la vocation première était l'avancement de la science (tel le CNRS en France en 1939). Néanmoins, de par le monde, le statut de chercheur reste souvent associé à un poste universitaire bien que de multiples statuts coexistent, le chercheur d'aujourd'hui pouvant être plus ou moins titulaire d'un emploi permanent, plus ou moins inséré dans une équipe de recherche ou dans un laboratoire de recherche, plus ou moins associé au monde de l'entreprise (dans les secteurs de la recherche et développement), plus ou moins bien évalué par ses pairs, etc.
Dans l'organisation moderne de la science, le statut de chercheur procède d'abord d'une reconnaissance par les autres chercheurs de son domaine de sa production scientifique, le plus souvent sous la forme de publications scientifiques (articles ou ouvrages) ou de conférences par lesquels les chercheurs exposent les théories ou les observations issues de leurs propres travaux.

## Historique
Voir aussi la section historique de l'article Recherche scientifique et l'article Histoire des sciences.

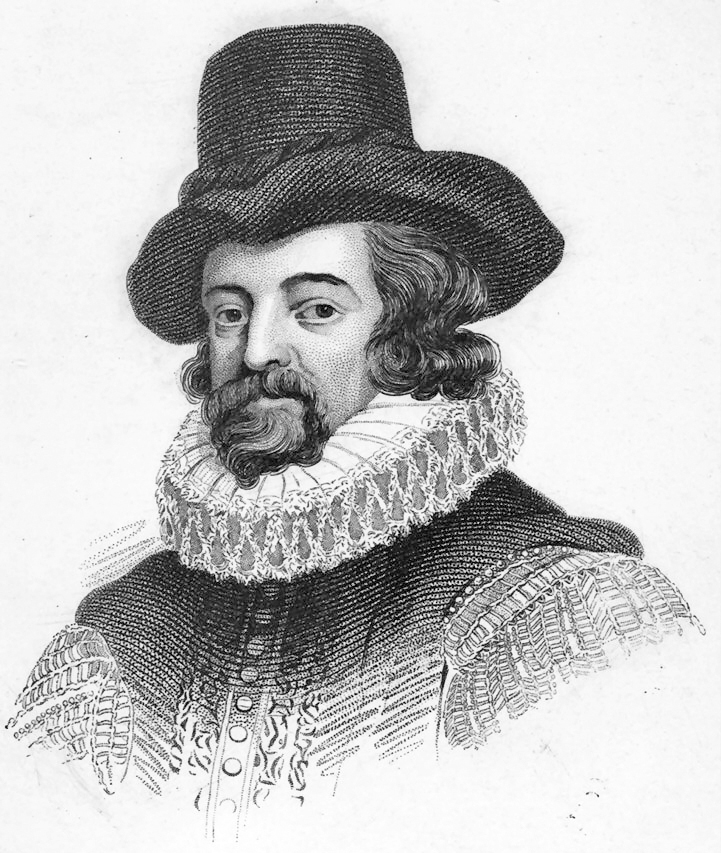
Francis Bacon

L'apparition d'un métier spécifique de chercheur s'inscrit dans le cadre de la spécialisation des tâches au sein de nos sociétés. Auparavant [Quand ?], les inventions et les connaissances étaient le fruit d'expérimentations de tout un chacun au quotidien. Avec Francis Bacon, au XVIIe siècle, l'Occident commence à prendre conscience de l’intérêt économique et politique d'une recherche organisée. La fondation d'académies des sciences atteste l'intérêt naissant des États pour les travaux des chercheurs et leur apporte un cadre d'échange et une certaine reconnaissance sociale. Cette évolution de la place sociale des chercheurs est indissociable de l'évolution de la nature même du travail de recherche, et en particulier l'élaboration progressive d'une méthode scientifique, à partir de la révolution copernicienne.

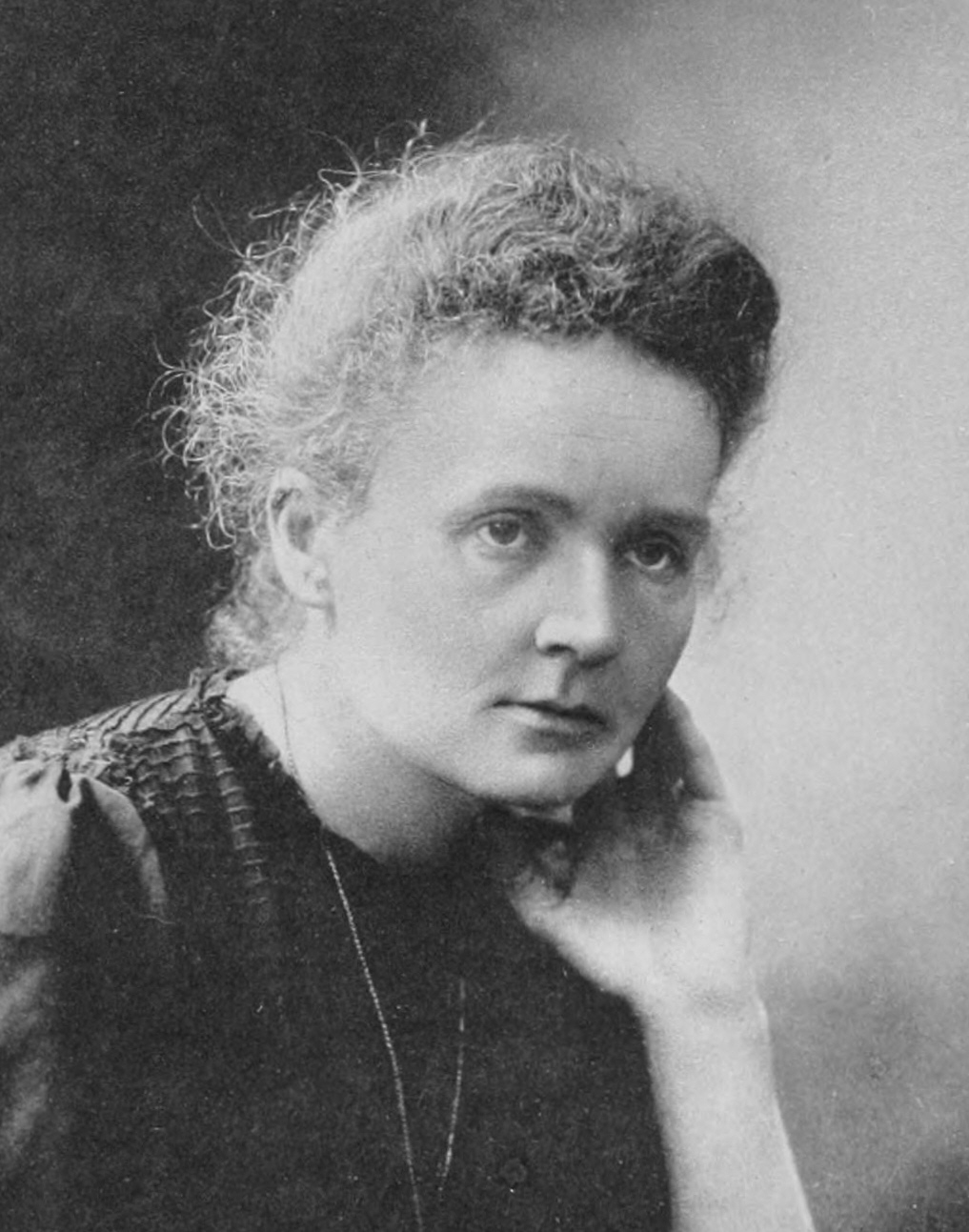
Marie Curie, chercheuse du XXe siècle

Les emplois spécifiques de chercheur scientifique, financés par l'État ou par des entreprises privées pour se consacrer à leurs travaux, n'apparaissent cependant que bien plus tard, au cours du XIXe siècle, et ne se développent qu'au XXe siècle. La recherche scientifique n'était auparavant qu'une activité annexe à un métier principal, par exemple celui d'enseignant ou d'ingénieur.

## Pratique et évaluation
L'exercice du métier de chercheur repose sur des exigences d'innovation, d'imagination mais aussi de réflexion, de savoir-faire, de connaissances, et de capacités techniques. Ces dernières conditions ne se développent qu'avec l'expérience personnelle et la confrontation avec les questions soulevées par la recherche. La charte européenne du chercheur définit des principes de base d'exercice de ce métier.
Pour communiquer et archiver les résultats obtenus, le chercheur les publie, entre autres dans des revues spécialisées dans son domaine d'activité. Avant publication, les articles sont soumis à un comité de lecture. Ce comité est lui-même constitué de chercheurs travaillant sur des questions connexes. D'autres modes de communication, permettant une circulation plus rapide des résultats, incluent les séminaires scientifiques, les congrès scientifiques et les pré-publications.
En sorte d'éviter que son travail ne soit perturbé par des intérêts particuliers, il est nécessaire de garantir l'indépendance des chercheurs vis-à-vis de pressions politiques ou économiques. Des garanties de stabilité d'emploi ont ainsi été introduites pour une partie des chercheurs. Cela inclut le concept de tenure dans le monde anglo-saxon, et l'utilisation du statut de fonctionnaire en France (voir à ce propos l'article autonomie de la science).
La technicité des résultats, et la nature même de la recherche fondamentale, font qu'il est difficile d'évaluer leur pertinence et leur portée à court terme. Cela pose un problème pour les décideurs, qui souhaitent pouvoir contrôler le bien-fondé des dépenses de la recherche. Afin de fournir des indicateurs d'efficacité du travail d'un chercheur, différentes techniques d'évaluation de la recherche ont été établies, qui peuvent dans certains cas présenter des effets pervers.
Avec l'avènement de la vision programmation des actions publiques induite en France par la LOLF, le développement des indicateurs de performance et de la culture de l'évaluation se développe. Aujourd'hui, les diverses procédures d'évaluation des personnels de recherches du secteur public doivent être accréditées par la nouvelle Agence d'évaluation de la recherche et de l'enseignement supérieur (AÉRES).

## Carrière d'un chercheur

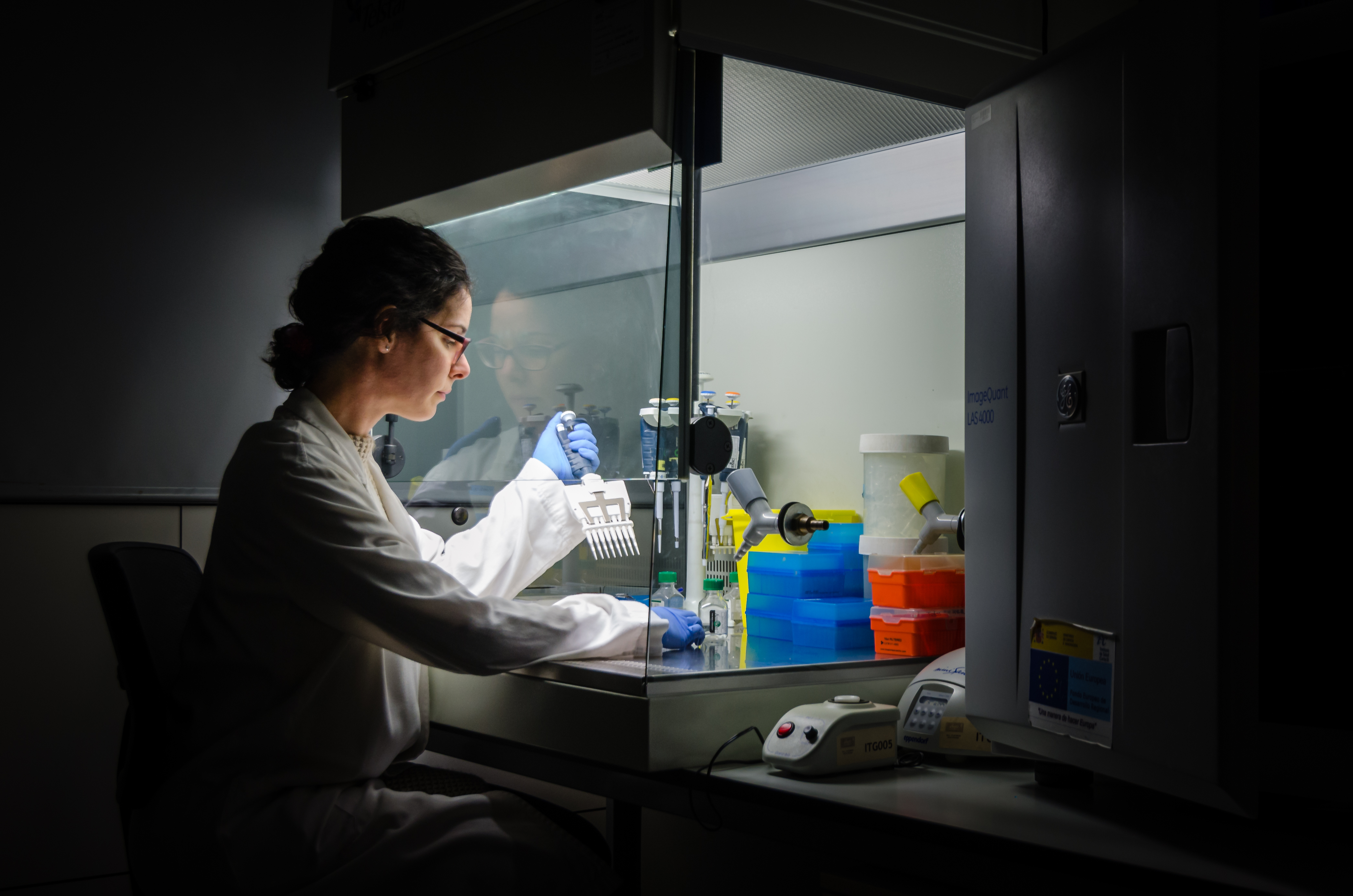
Une chercheuse philosophiæ doctor au travail à Vall d'Hebron Institut de Recerca à Barcelone. Janvier 2016.

L'obtention d'un diplôme de haut niveau n'est pas toujours absolument nécessaire à la poursuite d'une carrière de chercheur. En entreprise, un employé sans formation initiale spécifique peut, au gré des évolutions de carrière et selon ses compétences, devenir chercheur au sein de cette entreprise. Une telle trajectoire n'est pas non plus impossible dans un centre de recherche, y compris dans un centre de recherche public, qui peuvent accueillir des scientifiques ayant fait la preuve de leurs talents indépendamment de leur formation initiale. En France, l'accession même au statut de chercheur de la fonction publique reste conditionnée à l'obtention d'un doctorat, mais l'article L612-7 du Code de l'éducation prévoit que ce diplôme puisse être délivré sur « présentation d'un ensemble de travaux scientifiques originaux ».
Cependant, en général, la carrière d'un chercheur commence réellement après l'obtention d'un doctorat. En entreprise, l'obtention d'un master ou de tout diplôme de niveau équivalent peut suffire pour s'engager dans une carrière de chercheur (c'est plus particulièrement vrai en France). Inversement, certaines structures de droit privé ont la possibilité de faire appel à des chercheurs du secteur public pour animer hebdomadairement l'activité de recherche (typiquement quelques jours par semaine), ou encadrer des doctorants, comme les fondations de coopération scientifique.
Selon le domaine de recherche et le degré d'avancement où il en est dans sa carrière (doctorant, post-doctorant, chercheur en poste, directeur d'équipe ou de département), le quotidien du chercheur varie énormément. En sciences expérimentales notamment, un doctorant ou un post-doctorant conduira de nombreuses expériences, alors que le directeur de laboratoire aura une charge administrative beaucoup plus importante.

### Doctorat
La première étape de la carrière du chercheur est de préparer une thèse pour obtenir un doctorat. Le grade de docteur est obtenu après présentation d'un travail de recherche original devant un jury académique constitué au sein d'un établissement d'enseignement supérieur.
Le chercheur doctorant peut réaliser ce travail au sein d'un laboratoire de recherche d'un établissement public ou d'une entreprise en collaboration avec un ou des chercheurs du monde académique. Administrativement, il peut être salarié d'une université, d'une institution de recherche ou d'un organisme d'État, pour une durée généralement limitée. Dans certaines disciplines (généralement lettres et sciences humaines), le chercheur doctorant peut exercer ses travaux de recherche sans être en contrat de travail ; il peut alors avoir une activité salariée complémentaire. Le chercheur doctorant peut, suivant les pays, être chargé d'enseignements. La situation du chercheur doctorant est donc en partie liée avec les règles propres à chaque pays, de préparation et de sanction de ce grade, notamment en ce qui concerne la durée en tant que chercheur doctorant.
Après l'obtention du doctorat, le jeune docteur peut se tourner vers des emplois du secteur privé ou académique, en tant que chercheur ou qu'enseignant-chercheur.

### Emplois de chercheur
Après l'obtention du doctorat, le chercheur peut occuper la fonction de chargé de recherche. Le chargé de recherche dédie l'intégralité de son temps à des activités de recherches. Il est en général investi dans un ou deux projets en collaboration avec de jeunes chercheurs préparant un doctorat. Il peut occuper un poste sur la base d'un contrat à durée déterminée (CDD) ou indéterminée (CDI), ou bien encore un poste de fonctionnaire.
Les postes de chargé de recherche à durée déterminée ont généralement pour intitulé initial dans le système anglo-saxon « post-doctoral researcher », « post-doctoral fellow », en français « chercheur post-doctoral » (le qualificatif étant peu pertinent car tout poste de chercheur, hors doctorant, peut être qualifié de « post-doctoral ») et littéralement « agrégé post-doctoral » (dans le sens premier de l'adjectif substantivé « agrégé » pour fellow, c.a.d. qui s'agrège au membre titulaire avant de le devenir, sans référence au concours d'agrégation externe, spécifique à la France). L'intitulé peut évoluer avec l'expérience en « senior post-doctoral researcher » puis « research fellow » sans qu'il n'existe de nomenclature internationale voire nationale bien définie. Les postes en CDD peuvent avoir une durée variant de un à dix ans, selon par exemple la durée des projets de recherche auxquels ils sont liés. Dans certains pays, comme la France, le chargé de recherche peut être directement engagé comme fonctionnaire.
Il existe en France plusieurs statuts associés à la fonction de Chercheur dans le secteur public, parmi lesquels ceux d'enseignants-chercheurs des Universités, d'ingénieurs-chercheurs des EPIC et de chargés de recherche des EPST.
Dans le système anglo-saxon, il n'existe que rarement des postes permanents de chercheur à plein temps, les postes en CDI ou avec tenure sont généralement des postes d'enseignant-chercheur. En France, par contre, les établissements de recherche de type EPST disposent exclusivement de postes de fonctionnaires affectés à la recherche.
Dans les services de recherche des entreprises, un poste de chargé de recherche peut être également intitulé ingénieur de recherche.
Après plusieurs années de carrière, le chargé de recherche peut devenir directeur de recherche. Le directeur de recherche, qui peut être intitulé « senior research fellow » ou encore « research professor » dans les systèmes anglo-saxon, est amené à gérer des projets plus importants et à consacrer moins de temps au travail de recherche quotidien. Il occupe alors généralement des positions administratives de chef d'équipe, de groupe, de département, d'unité de recherche.
Hors du domaine des sciences expérimentales, un chercheur peut également exercer un travail complémentaire de manière indépendante (non salariée), au travers de la publication de livres ou la réalisation d'études ou de rapport.
Le chercheur peut être chargé d'enseignements dans un volume horaire réduit, généralement dans sa spécialité directe.

### Emplois d'enseignant-chercheur
L'enseignant-chercheur peut être recruté après avoir été chargé de recherche, ou bien être recruté directement après son doctorat, soit d'abord sur un poste à durée déterminée, ou bien directement sur un poste à durée indéterminée (CDI ou fonctionnaire). L'enseignant-chercheur en début de carrière peut être en français, « chargé de cours », « chargé d'enseignements », « attaché temporaire d'enseignement et de recherche », « maître de conférences » (fonctionnaire) et en anglais généralement « lecturer » puis « reader » ou « senior lecturer » (lecteur, intitulé français du Moyen Âge gardé pour les postes de « lecteurs de langues » en France) ou aux États-Unis « instructor », « adjunct professor », « assistant professor ». Les enseignants-chercheurs en début de carrière sont généralement chargés d'enseignements sous forme de travaux dirigés et de travaux pratiques. Leur activité de recherche est globalement de même nature que celle d'un chargé de recherche avec une quantité horaire plus restreinte.
Au bout d'un certain nombre d'années, l'enseignant-chercheur peut devenir « professeur ». Le professeur assure en général des cours magistraux, la direction et le jugement des thèses de doctorats. Dans le système anglo-saxon, le professeur est d'abord « associate professor » (avec tenure), puis « (full) professor ». Le professeur exerce également des fonctions administratives comparables à celles d'un directeur de recherche ou bien des fonctions administratives pédagogiques (responsable d'un cycle de formation, doyen de faculté, chef d'établissement d'enseignement supérieur, etc.).
Dans certains pays, l'enseignant-chercheur doit démontrer son aptitude à exercer les fonctions de directeur de thèse de doctorat devant un jury académique de professeurs, avant de pouvoir postuler comme professeur : en France, il s'agit de l'habilitation à diriger des recherches qui ouvre le droit à la candidature à un poste de professeur des universités. Un poste de professeur peut être associé aux concepts spécifiques de « chaire » ou de « tenure ».

### Statistiques
D'après la base de données de l'UNESCO le nombre de chercheurs dans le monde augmenterait de 300 000 par an, atteignant en 2017 les 9 millions de chercheurs. La part des femmes dans le monde occupant des postes de chercheuses est de 29.3 % en 2016.

## Activités annexes
En plus de son activité de recherche, les chercheurs peuvent être amenés à développer d'autres activités.

### Expertise
Le chercheur est de plus en plus amené à figurer dans le débat public, que ce soit en tant qu'expert pour guider les décisions politiques, ou parce que ses recherches elles-mêmes provoquent un débat, pour des raisons éthiques ou pour des questions de risque (voir à ce propos l'article sur le principe de précaution).

### Valorisation
Le métier de chercheur est valorisé par l'obtention de prix et récompenses reconnues par ses pairs et par le monde entier.